# Роксолана (документальний фільм)
«Роксолана» — український багатосерійний документальний фільм.